# David González López
Pour les articles homonymes, voir David González et González.
González  López est un nom espagnol. Le premier nom de famille, en général paternel, est González ; le second, en général maternel, souvent omis, est López.
David González López,, né le 21 février 1996 à Fontiveros (Castille-et-León), est un coureur cycliste espagnol.

## Biographie

### Carrière amateur
David González López commence à se consacrer au cyclisme à l'âge de sept ans. 
De 2015 à 2017, il court chez les amateurs avec le club galicien Super Froiz. Bon sprinteur, il obtient diverses places d'honneur dans les courses par étapes. Il se classe notamment deuxième d'une édition du Tour de Galice, derrière son coéquipier Martín Lestido.
En 2018, il intègre la réserve de l'équipe Caja Rural-Seguros RGA. Tout comme les années précédentes, il s'illustre principalement au sprint. Il remporte cinq courses, dont le Mémorial Pascual Momparler, manche de la Coupe d'Espagne. Il est également sélectionné en équipe nationale pour participer au Tour de l'Avenir. Victime d'une chute lors de la cinquième étape, il se blesse au genou et ne prend pas le départ le lendemain. Cette blessure met un terme à sa saison.

### Carrière professionnelle
Il passe finalement professionnel en 2019 chez Caja Rural-Seguros RGA, qui l'engage pour deux ans. Pour sa première saison, il obtient son meilleur classement au mois de mai en terminant deuxième d'une étape du Rhône-Alpes Isère Tour. En juin, il obtient divers accessits au sprint sur des étapes de la Route d'Occitanie. L'année suivante, il se classe sixième de deux étapes sur le Tour du Portugal.
En août 2022, il chute lors du dernier kilomètre de la deuxième étape du Tour de Burgos. Atteint d'une luxation à un coude, il est contraint à l'abandon.

## Palmarès
- 2017
  - 1re étape du Tour de Galice (contre-la-montre par équipes)
  - 2e du Tour de Galice
- 2018
  - Mémorial Pascual Momparler
  - 2e étape du Tour de Castellón
  - 1re étape du Tour de León
  - Mémorial Santisteban
  - Klasika Lemoiz
  - 2e du San Roman Saria
- 2023
  - 1re étape du Grand Prix international de Torres Vedras-Trophée Joaquim-Agostinho
- 2024
  - 1re étape du Grand Prix international de Torres Vedras-Trophée Joaquim-Agostinho

## Résultats sur les grands tours

### Tour d'Espagne
1 participation
- 2023 : 106e

## Classements mondiaux
| Année                                 | 2018  | 2019  | 2020 | 2021  | 2022  |
| ------------------------------------- | ----- | ----- | ---- | ----- | ----- |
| Classement mondial                    | 3147e | 3033e | nc   | 1190e | 1873e |
| UCI Europe Tour                       | 2087e | 1868e | nc   | 878e  | 1205e |
|                                       |       |       |      |       |       |
| Légende : nc = non classéSource : UCI |       |       |      |       |       |